# Библида
Библида, или Библис (др.-греч. Βυβλίς или Βιβλίς) — персонаж древнегреческой мифологии.
Дочь Милета и Кианеи (или Идофеи, Эйдофеи). Отвергала множество женихов. Покончила с собой из-за любви к своему брату Кавну, в Карии превратилась в ручей под каменным дубом. Согласно Парфению, привязала к дубу ленту для волос и повесилась. Согласно Антонину Либералу, хотела броситься со скалы, но нимфы удержали её и превратили в гамадриаду, источник называют «Слезой Библиды». Источник Библиды был в Милетской области.
По преданию, она основала Мелос[неизвестный термин].
В честь Библиды назван астероид (199) Библида, открытый в 1879 году.